# Ослобођење Скопља (филм из 1981)
„Ослобођење Скопља” је ТВ филм први пут приказан 9. априла 1981. године. Режирао га је Љубиша Ристић а сценарио је написао Душан Јовановић.

## Улоге
| Глумац          | Улога                 |
| --------------- | --------------------- |
| Раде Шербеџија  | Георгиј Потевски      |
| Инге Апелт      | Ленче                 |
| Миљенко Брлечић | Бале                  |
| Ратко Буљан     | Доктор                |
| Дарко Ћурдо     | Шеф бугарске полиције |
| Антониа Цутић   | Ана                   |
| Тоне Гогала     | Стојчев               |
| Саша Кузмановић | Зоран                 |

Остале улоге  ▼
| Глумац            | Улога          |
| ----------------- | -------------- |
| Драгољуб Лазаров  | Господинов     |
| Перица Мартиновић | Лица           |
| Ива Пухало        | Рената         |
| Тина Пухало       | Луда Вава      |
| Владимир Пухало   | Тахир          |
| Миле Рупчић       | Ташин          |
| Бранко Супек      | Немачки официр |